# Шибил Чешмеджиев
Шибил Пейчев Чешмеджиев (роден на 1 януари 1965 г.) е бивш български футболист, нападател. В кариерата си играе за Арда (Кърджали), Берое (Стара Загора) и редица клубове в Португалия. Притежава и португалско гражданство.

## Биография
Роден е на 1 януари 1965 г. в Кърджали. Играл е за Арда (1985 – 1988, 71 мача и 21 гола в Б група), Берое (1988 – 1991 и 1992/93, 72 мача и 23 гола в А група), в португалските Олянензе (1993 – 1995), Монтижо (1995/96), Барейрензе (1996/97), Хувентуд де Евора (1997/98), КД Бежа (1998/ес.), О Елвас (1999/пр.), Ещрела де Порталегре (1999/00), Алмансилензе (2000/01), Самбразензе (2001/02, 2003/04), Кулатрензе (2002/03, 2004/05) и в Турция (1991/92).